# Пан Вей
Пан Вей (кит.: 庞伟; нар. 19 липня 1986, Баодін) — китайський стрілець, олімпійський чемпіон.

## Виступи на Олімпіадах
| Олімпіада           | Дисципліна                              | Місце |
| ------------------- | --------------------------------------- | ----- |
| Пекін 2008          | пневматичний пістолет, 10 м             | 1     |
| Ріо-де-Жанейро 2016 | пневматичний пістолет, 10 м             | 3     |
| Ріо-де-Жанейро 2016 | спортивний пістолет, 50 м               | 8     |
| Токіо 2020          | пневматичний пістолет, 10 м             | 3     |
| Токіо 2020          | пневматичний пістолет, 10 метрів, мікст | 1     |